# 小行星2779
小行星2779（2779 Mary）是一颗围绕太阳公转的小行星。1981年2月6日，諾曼·G·托馬斯在可可尼诺县发现了此天体。
該小行星以托馬斯的妻子瑪麗安娜·魯思·托馬斯（Maryanna Ruth Thomas）命名。
这颗小行星的绝对星等为122.51263等。